# Bronisław Kwiatkowski
Bronisław Kwiatkowski (5. května 1950 Mazury, Polsko – 10. dubna 2010 Pečersk, Rusko) byl polský generálporučík a náčelník operačního velení Polské armády.

## Životopis
V roce 1973 absolvoval Vysokou důstojnickou školu ve Vratislavi, poté v letech 1977 až 1980 studoval na Akademii generálního štábu Polské armády ve Varšavě, v letech 1990 až 1992 na Akademii německého Bundeswehru v Hamburku. Následoval kariérní růst v řadách armády. V letech 1995 až 1996 velel polskému vojenskému kontingentu v mírové misi OSN (UNDOF). 15. srpna 2007 byl jmenován náčelníkem operačního velení Polské armády.
Zemřel při leteckém neštěstí u ruského Smolensku 10. dubna 2010.

## Vyznamenání
| Stát                   | Stuha                                             | Název                                         | Datum udělení |
| ---------------------- | ------------------------------------------------- | --------------------------------------------- | ------------- |
| Polsko                 |                                                   | Komtur Řádu znovuzrozeného Polska in memoriam | 2010          |
| Polsko                 |                                                   | Důstojník Řádu znovuzrozeného Polska          | 2004          |
| Polsko                 |                                                   | Rytíř Řádu znovuzrozeného Polska              | 2000          |
| Polsko                 | Zlatý Záslužný kříž                               |                                               |               |
| Polsko                 | Zlatá Medaile ozbrojených sil ve službě vlasti    |                                               |               |
| Polsko                 | Stříbrná Medaile ozbrojených sil ve službě vlasti |                                               |               |
| Polsko                 | Bronzová Medaile ozbrojených sil ve službě vlasti |                                               |               |
| Polsko                 |                                                   | Komandérský kříž Řádu vojenského kříže        | 2006          |
| Polsko                 |                                                   | Zlatá Medaile za dlouhou službu               | 2009          |
| Polsko                 | Zlatá Medaile za zásluhy na národní obraně        |                                               |               |
| Portugalsko            |                                                   | Velkodůstojník Řádu za zásluhy                | 1. září 2008  |
| Spojené státy americké |                                                   | Důstojník Legion of Merit in memoriam         | 2011          |